# Rotaovula
Genre
Rotaovula est un genre de mollusques gastéropodes marins de la famille des Ovulidae. 

## Liste d'espèces
Selon World Register of Marine Species (19 septembre 2020) :
- Rotaovula hirohitoi Cate & Azuma in Cate, 1973
- Rotaovula septemmacula (Azuma, 1974)